# Statistiche sui comuni italiani
Di seguito alcune statistiche relative ai comuni d'Italia.

## Statistiche sulla popolazione

### Comuni italiani per popolazione
| Posizione | Comune    | Abitanti  | Provincia | Regione   |
| --------- | --------- | --------- | --------- | --------- |
| 1º        | Roma      | 2 755 309 | Roma      | Lazio     |
| Ultimo    | Morterone | 32        | Lecco     | Lombardia |

### Comuni italiani per densità di popolazione
| Posizione | Comune     | Abitanti | Superficie (km²) | Densità (ab./km²) | Provincia | Regione  |
| --------- | ---------- | -------- | ---------------- | ----------------- | --------- | -------- |
| 1º        | Casavatore | 18 296   | 1,53             | 11 984            | Napoli    | Campania |
| Ultimo    | Briga Alta | 42       | 52,18            | 0,80              | Cuneo     | Piemonte |

## Statistiche geografiche

### Comuni italiani per superficie
| Posizione | Comune | Superficie (km²) | Provincia | Regione  |
| --------- | ------ | ---------------- | --------- | -------- |
| 1º        | Roma   | 1 287,24         | Roma      | Lazio    |
| Ultimo    | Atrani | 0,12             | Salerno   | Campania |

### Comuni italiani per altitudine (altezza del municipio)
| Posizione          | Comune       | Altitudine   | Provincia | Regione        |
| ------------------ | ------------ | ------------ | --------- | -------------- |
| Massima altitudine | Sestriere    | 2 035 s.l.m. | Torino    | Piemonte       |
| Minima altitudine  | Comacchio    | 0 s.l.m.     | Ferrara   | Emilia-Romagna |
| Minima altitudine  | Lagosanto    | 0 s.l.m.     | Ferrara   | Emilia-Romagna |
| Minima altitudine  | Taglio di Po | 0 s.l.m.     | Rovigo    | Veneto         |

### Comuni italiani per altitudine (altezza massima e minima del territorio)
| Posizione          | Comune            | Altitudine     | Provincia     | Regione        |
| ------------------ | ----------------- | -------------- | ------------- | -------------- |
| Massima altitudine | Courmayeur        | 4 810,9 s.l.m. | Valle d'Aosta | Valle d'Aosta  |
| Minima altitudine  | Jolanda di Savoia | -3,44 s.l.m.   | Ferrara       | Emilia-Romagna |

### Estremità geografiche
| Posizione | Comune             | Coordinate    | Provincia | Regione             |
| --------- | ------------------ | ------------- | --------- | ------------------- |
| NORD      | Predoi             | 47° 2' 31" N  | Bolzano   | Trentino-Alto Adige |
| SUD       | Lampedusa e Linosa | 35° 30' 11" N | Agrigento | Sicilia             |
| OVEST     | Bardonecchia       | 6° 42' 0? E   | Torino    | Piemonte            |
| EST       | Otranto            | 18° 29' 0? E  | Lecce     | Puglia              |

### Comuni completamente insulari

#### Comuni formati interamente da una o più isole (senza confini terrestri con altri comuni)
| Comune             | Provincia    | Regione   |
| ------------------ | ------------ | --------- |
| Capraia Isola      | Livorno      | Toscana   |
| Carloforte         | Sud Sardegna | Sardegna  |
| Favignana          | Trapani      | Sicilia   |
| Isola del Giglio   | Grosseto     | Toscana   |
| Isole Tremiti      | Foggia       | Puglia    |
| La Maddalena       | Sassari      | Sardegna  |
| Lampedusa e Linosa | Agrigento    | Sicilia   |
| Lipari             | Messina      | Sicilia   |
| Monte Isola        | Brescia      | Lombardia |
| Pantelleria        | Trapani      | Sicilia   |
| Ponza              | Latina       | Lazio     |
| Procida            | Napoli       | Campania  |
| Ustica             | Palermo      | Sicilia   |
| Ventotene          | Latina       | Lazio     |

#### Comuni posti interamente su isole (con confini terrestri con altri comuni)
- 385 comuni in Sicilia
- 377 comuni in Sardegna
- 7 comuni posti sull'Isola d'Elba

| Comune          | Provincia | Regione |
| --------------- | --------- | ------- |
| Campo nell'Elba | Livorno   | Toscana |
| Capoliveri      | Livorno   | Toscana |
| Marciana        | Livorno   | Toscana |
| Marciana Marina | Livorno   | Toscana |
| Porto Azzurro   | Livorno   | Toscana |
| Portoferraio    | Livorno   | Toscana |
| Rio             | Livorno   | Toscana |

- 6 comuni posti sull'Isola d'Ischia

| Comune             | Provincia | Regione  |
| ------------------ | --------- | -------- |
| Barano d'Ischia    | Napoli    | Campania |
| Casamicciola Terme | Napoli    | Campania |
| Forio              | Napoli    | Campania |
| Ischia             | Napoli    | Campania |
| Lacco Ameno        | Napoli    | Campania |
| Serrara Fontana    | Napoli    | Campania |

- 3 comuni posti sull'Isola di Salina

| Comune              | Provincia | Regione |
| ------------------- | --------- | ------- |
| Leni                | Messina   | Sicilia |
| Malfa               | Messina   | Sicilia |
| Santa Marina Salina | Messina   | Sicilia |

- 2 comuni posti sull'Isola di Capri

| Comune   | Provincia | Regione  |
| -------- | --------- | -------- |
| Anacapri | Napoli    | Campania |
| Capri    | Napoli    | Campania |

### Comuni confinanti con due stati
4 comuni italiani confinano con due stati:
- Courmayeur con Francia e Svizzera
- Curon Venosta con Svizzera e Austria
- Tarvisio con Austria e Slovenia
- Malles Venosta con Austria e Svizzera

## Altro

### Comuni con nomi di personalità o famiglie illustri
Il nome di alcuni comuni deriva, in tutto o in parte, da quello di famiglie o personaggi famosi a cui sono legati. Ad esempio (escludendo i santi cattolici):
- Aci Bonaccorsi, chiamata così in onore della famiglia Bonaccorso, che era socialmente rilevante.
- Albaredo Arnaboldi, chiamata così in onore della famiglia Arnaboldi, che vi aveva grandi possedimenti.
- Alessandria, chiamata così in onore di papa Alessandro III.
- Alessandria del Carretto, chiamata così in onore del marchese Alessandro Pignone del Carretto, che la fondò nel XVII secolo.
- Alessandria della Rocca, chiamata così in onore di Alessandro Presti, antico proprietario del feudo su cui oggi sorge il comune.
- Alfiano Natta, chiamata così in onore della famiglia Natta, che ne fu feudataria.
- Alfonsine, chiamata così in onore di Alfonso I Calcagnini, che iniziò la bonifica delle terre su cui sorge.
- Andorno Micca, chiamata così in onore del militare Pietro Micca.
- Anticoli Corrado, chiamata così in onore di Corrado di Antiochia.
- Antonimina, chiamata così in onore del pastore Antonio Mina, che la fondò.
- Aragona, chiamata così in onore della madre del fondatore, donna Beatrice Aragona Branciforti.
- Arquà Petrarca, chiamata così in onore di Francesco Petrarca, che vi trascorse gli ultimi anni della sua vita.
- Barcellona Pozzo di Gotto, chiamata così in onore di Nicolò Goto, antico proprietario delle terre su cui sorse la città.
- Bentivoglio, chiamata così in onore della omonima famiglia, che vi edificò un castello.
- Bernalda, chiamata così in onore di Bernardino de Bernaudo, che la fece costruire nel 1497.
- Bevilacqua, chiamata così in onore della omonima famiglia, che ne fu feudataria.
- Bianchi, chiamata così in onore della famiglia Bianco, una delle prime a stabilirvisi.
- Boara Pisani, chiamata così in onore della famiglia Pisani, che possedeva la zona e la bonificò.
- Borgia, chiamata così in onore della omonima famiglia.
- Borgo Virgilio, chiamata così in onore del poeta romano Publio Virgilio Marone, nato ad Andes (attuale Pietole Vecchia).
- Bosisio Parini, chiamata così in onore del poeta e letterato Giuseppe Parini.
- Brunico, chiamata così in onore del vescovo Bruno von Kirchberg, che la fondò nel 1250.
- Buseto Palizzolo, chiamata così in onore della famiglia Palizzolo, annoverata nel territorio fin dal XV secolo.
- Campofranco, chiamata così in onore del barone Giovanni del Campo, che la fondò.
- Capo d'Orlando, chiamata così in onore del paladino Orlando.
- Cappella de' Picenardi, chiamata così in onore della famiglia Picenardi, che vi ebbe notevoli possedimenti.
- Caprese Michelangelo, chiamata così in onore dello scultore, pittore, architetto e poeta rinascimentale Michelangelo Buonarroti.
- Caraffa del Bianco, chiamata così in onore Fabrizio Caraffa, che la fondò.
- Caraffa di Catanzaro, chiamata così in onore della famiglia Carafa, che concesse i terreni su cui sorge a profughi albanesi.
- Carlantino, chiamata così in onore di Carlo Gambacorta, che la fondò.
- Carlentini, chiamata così in onore dell'imperatore Carlo V d'Asburgo.
- Carloforte, chiamata così in onore del re Carlo Emanuele III di Savoia.
- Carlopoli, chiamata così in onore del conte Carlo Cicala, proprietario del feudo su cui sorse.
- Casalbordino, chiamata così in onore di Roberto Bordinus, capo locale.
- Casale Litta, chiamata così in onore della famiglia Litta, che ne fu feudataria.
- Casalmaiocco, chiamata così in onore della famiglia Maiocchi, che ne fu feudataria.
- Casalserugo, chiamata così in onore di ser Ugo, che ne fu signore.
- Casanova Lonati, chiamata così in onore della famiglia Lonati, che ne fu feudataria.
- Caselle Landi, chiamata così in onore della famiglia Landi, che ne fu feudataria.
- Caselle Lurani, chiamata così in onore della famiglia Lurani, che ne fu feudataria.
- Cassano Spinola, chiamata così in onore della famiglia Spinola, che ne fu feudataria.
- Cassina de' Pecchi, chiamata così in onore della famiglia Pecchi, attorno al cui casale si formò l'abitato.
- Cassina Rizzardi, chiamata così in onore della famiglia Rizzardi, a cui vennero concessi i terreni attorno alla cascina.
- Castagneto Carducci, chiamata così in onore del poeta Giosuè Carducci.
- Castagnole delle Lanze, chiamata così in onore della famiglia Lanza, che ne fu feudataria.
- Castel Giorgio, chiamata così in onore di Giorgio della Rovere, vescovo di Orvieto, che la fondò.
- Castel Madama, chiamata così in onore di Margherita d'Austria che vi visse per diversi anni dopo aver ricevuto in dote il locale feudo.
- Castel Rozzone, chiamata così in onore della famiglia Rozzone, che resse quelle terre e vi costruì un castello.
- Castel Vittorio, chiamata così in onore di Vittorio Emanuele II di Savoia, all'epoca principe ereditario e poi re d'Italia.
- Castelbaldo, chiamata così in onore di  Lambertuccio de' Frescobaldi, podestà di Padova che costruì il castello attorno al quale sorse.
- Castelguglielmo, chiamata così in onore di Guglielmo III degli Adelardi Marcheselli, governatore di Ferrara, che ne ricostruì il castello nel 1146.
- Castellana Sicula, chiamata così in onore di Gemma Castellana, moglie del fondatore, duca di Ferrandina.
- Castellania Coppi, chiamata così in onore del ciclista Fausto Coppi, che vi nacque, e della sua famiglia.
- Castellar Guidobono, chiamata così in onore della famiglia Guidobono Cavalchini di Monleale, che ne fu feudataria.
- Castell'Umberto, chiamata così in onore dell'allora principe ereditario Umberto I.
- Castelnuovo Berardenga, chiamata così in onore di Berardo, membro di una famiglia comitale detta Berardenga o Berardenghi, che resse per alcuni secoli questi territori.
- Castelnuovo Don Bosco, chiamata così in onore di san Giovanni Bosco, nativo del posto.
- Castelnuovo Nigra, chiamata così in onore di Costantino Nigra, poeta ed eroe risorgimentale che vi nacque.
- Castelnuovo Rangone, chiamata così in onore della famiglia Rangoni, che ne fu feudataria.
- Casteltermini, chiamata così in onore del barone Giovanni Vincenzo Maria Termini e Ferreri, che la fondò.
- Castelvisconti, chiamata così in onore della famiglia Visconti, che ne fu feudataria.
- Castiglione dei Pepoli, chiamata così in onore della famiglia Pepoli, che ne fu feudataria.
- Castiglione del Genovesi, chiamata così in onore del filosofo ed economista Antonio Genovesi.
- Castiglione Falletto, chiamata così in onore della famiglia Falletti, che ne fu feudataria.
- Castiglione Messer Marino, chiamata così in onore di Marino Caracciolo, che ne fu feudatario.
- Castiglione Messer Raimondo, chiamata così in onore del condottiero Raimondo Caldora, che ne fu feudatario.
- Castrofilippo, chiamata così in onore del re Filippo II di Spagna.
- Cattolica Eraclea, chiamata così in onore del re Filippo II di Spagna, che aveva il titolo di Sua maestà cattolica.
- Cava Manara, chiamata così in onore di Luciano Manara, patriota italiano che qui combatté strenuamente nel 1849.
- Cefalà Diana, chiamata così in onore della famiglia Diana, che la fondò nel XVIII secolo.
- Cella Dati, chiamata così in onore della famiglia Dati, che ne fu feudataria.
- Cerda, chiamata così in onore della famiglia de la Cerda, che ne fu feudataria.
- Cerreto Guidi, chiamata così in onore della famiglia Guidi, che vi edificò un castello.
- Chiaramonte Gulfi, chiamata così in onore del conte Manfredi III Chiaramonte, che la fondò nel 1296.
- Chiusa Sclafani, chiamata così in onore del conte Matteo Sclafani, che la fondò nel 1320.
- Ciampino, chiamata così in onore del prelato e scienziato Giovanni Giustino Ciampini, che possedeva il casale da cui nacque la città.
- Cingia de' Botti, chiamata così in onore della famiglia Botti, che vi ebbe notevoli possedimenti.
- Civitella Messer Raimondo, chiamata così in onore del condottiero Raimondo d'Annecchino, che ne fu feudatario.
- Colleretto Giacosa, chiamata così in onore del librettista, drammaturgo e scrittore Giuseppe Giacosa.
- Collesalvetti, chiamata così in onore di tale Salvetto, che fu proprietario dei terreni su cui sorge il centro.
- Coreglia Antelminelli, chiamata così in onore della famiglia Antelminelli.
- Corleto Monforte, chiamata così in onore della famiglia Monforte, che ne fu feudataria.
- Corridonia, chiamata così in onore del sindacalista e interventista Filippo Corridoni.
- Corte Brugnatella, chiamata così in onore della famiglia Brugnatelli, che fu feudataria di parte del territorio.
- Corte de' Cortesi con Cignone, chiamata così in onore della famiglia Cortesi, che la possedette.
- Corteno Golgi, chiamata così in onore dello scienziato e medico Camillo Golgi.
- Costabissara, chiamata così in onore della famiglia Bissari, che ne fu feudataria.
- Costarainera, chiamata così in onore della famiglia Raineri.
- Crocefieschi, chiamata così in onore della famiglia Fieschi, che ne fu feudataria.
- Fabrizia, chiamata così in onore di Fabrizio Carafa, che la fondò.
- Ferrandina, chiamata così in onore di re Ferrando.
- Fiesso d'Artico, chiamata così in onore di Angelo Maria Artico, magistrato delle acque artefice di una deviazione del fiume Brenta che la salvò dalle inondazioni.
- Fiesso Umbertiano, chiamata così in onore dell'allora principe ereditario Umberto I, che si distinse al comando del 49º Reggimento di fanteria nel Quadrilatero fortificato.
- Furnari, chiamata così in onore di Filippo Furnari, che la fondò.
- Gazoldo degli Ippoliti, chiamata così in onore della famiglia Ippoliti, che ne fu feudataria.
- Giulianova, chiamata così in onore di Giulio Antonio Acquaviva, che la fondò nel 1471.
- Gravina di Catania, chiamata così in onore del feudatario Giacomo Gravina, che nel XVII secolo ne divenne principe.
- Grazzano Badoglio, chiamata così in onore del generale e primo ministro Pietro Badoglio.
- Grinzane Cavour, chiamata così in onore dello statista Camillo Benso conte di Cavour, che ne fu sindaco per diciassette anni.
- Grizzana Morandi, chiamata così in onore del pittore Giorgio Morandi.
- Gropello Cairoli, chiamata così in onore del medico Carlo Cairoli.
- Grottazzolina, chiamata così in onore di Azzo VII d'Este, detto Azzolino, che ne fu signore.
- Gualdo Cattaneo, chiamata così in onore del conte germanico Edoardo Cattaneo, che fondò il castello attorno a cui essa si sviluppò.
- Guardia Sanframondi, chiamata così in onore della famiglia Sanframondo, che vi fece edificare un castello.
- Gudo Visconti, chiamata così in onore della famiglia Visconti, che vi fece edificare un castello.
- Guidonia Montecelio, chiamata così in onore del generale Alessandro Guidoni.
- Incisa Scapaccino, chiamata così in onore del carabiniere Giovanni Battista Scapaccino.
- Isola della Scala, chiamata così in onore della famiglia Scala, che ne fu feudataria.
- Isola Dovarese, chiamata così in onore della famiglia Dovara, che ne fu feudataria.
- Jolanda di Savoia, chiamata così in onore della principessa Iolanda di Savoia, figlia del re Vittorio Emanuele III e di Elena del Montenegro.
- Joppolo Giancaxio, chiamata così in onore di Rosalia Joppolo, moglie del fondatore Calogero Gabriele Colonna, duca di Cesarò.
- Lascari, chiamata così in onore della famiglia Ventimiglia, la quale vantava discendenza dalla dinastia dei Lascaris.
- Lercara Friddi, chiamata così in onore della famiglia Lercari.
- Licciana Nardi, chiamata così in onore dei fratelli Biagio e Anacarsi Nardi, patrioti, che vi nacquero.
- Livorno Ferraris, chiamata così in onore di Galileo Ferraris, ingegnere e senatore del Regno d'Italia.
- Locate di Triulzi, chiamata così in onore della famiglia Trivulzio, che ne fu feudataria.
- Lorenzago di Cadore, chiamata così in onore di Laurentus o Laurentius, colono romano, che vi ebbe possedimenti.
- Lucignano, chiamata così in onore di Lucio Licinio Lucullo, che vi fondò un castrum.
- Lurago Marinone, chiamata così in onore della famiglia Marinoni.
- Mafalda, chiamata così in onore della principessa Mafalda di Savoia, figlia del re Vittorio Emanuele III e di Elena del Montenegro.
- Magliano Alfieri, chiamata così in onore della famiglia Alfieri, che ne fu feudataria.
- Maiolati Spontini, chiamata così in onore di Gaspare Spontini, compositore e musicista ivi nato nel 1774.
- Maletto, chiamata così in onore di Manfredi Maletta, che fortificò il castello attorno a cui sorse il paese.
- Mandatoriccio, chiamata così in onore di Teodoro Mandatoriccio, che la fondò.
- Manfredonia, chiamata così in onore di Manfredi di Sicilia, che la fondò il giorno di san Giorgio del 1256.
- Maniace, chiamata così in onore del condottiero bizantino Giorgio Maniace.
- Margherita di Savoia, chiamata così in onore della consorte del re del Regno d'Italia Umberto I, Margherita di Savoia.
- Marianopoli, chiamata così in onore del barone Mariano Della Scala, che la fondò nel 1726.
- Martinsicuro, chiamata così in onore di Martin de Segura, che diresse i lavori di costruzione della torre di avvistamento presso cui si formò l'insediamento.
- Massino Visconti, chiamata così in onore della famiglia Visconti, che ne fu feudataria.
- Mezzana Bigli, chiamata così in onore della famiglia Bigli, che ne fu feudataria.
- Milena, chiamata così in onore della regina Milena del Montenegro.
- Mirabella Imbaccari, chiamata così in onore della nobildonna Eleonora Mirabella, sposa del barone Giuseppe Maria Paternò, il quale fondò la città nel 1610.
- Moio de' Calvi, chiamata così in onore della famiglia Calvi, che prima vi possedeva una riserva di caccia e successivamente vi si trasferì.
- Montaldo Roero, chiamata così in onore della famiglia Roero, che ne fu feudataria.
- Montaldo Scarampi, chiamata così in onore della famiglia Scarampi.
- Monte Porzio Catone, chiamata così in onore della gens Porcia, che vi aveva una villa; dalla famiglia romano nacquero sia Catone il Censore sia Catone l'Uticense.
- Monte Rinaldo, chiamata così in onore di Rinaldo, che ne fu feudatario.
- Monte Roberto, chiamata così in onore di un feudatario laico locale di origine longobarda.
- Monte Vidon Combatte, chiamata così in onore degli antichi feudatari.
- Monte Vidon Corrado, chiamata così in onore di Corrado, figlio di Fallerone I, Signore di Falerone.
- Monteu Roero, chiamata così in onore della famiglia Roero, che ne fu feudataria.
- Montecarlo, chiamata così in onore di Carlo IV di Lussemburgo, che aiutò i lucchesi a liberarsi dall'occupazione pisana.
- Monteflavio, chiamata così in onore del cardinale Flavio Orsini, che la fondò nel 1570.
- Monteleone Rocca Doria, chiamata così in onore della famiglia Doria, che vi possedevano un castello.
- Monticelli Brusati, chiamata così in onore della famiglia Brusati, che fu principale feudataria della zona.
- Monticelli d'Ongina, chiamata così in onore della famiglia Bonifaci de Unghinis, che ne fu feudataria.
- Monticello Conte Otto, chiamata così in onore del conte Ottone, che la ottenne in feudo dal vescovo di Vicenza.
- Montù Beccaria, chiamata così in onore della famiglia Beccaria, che ne fu feudataria.
- Morra De Sanctis, chiamata così in onore dello storico e critico letterario Francesco De Sanctis.
- Motta Camastra, chiamata così in onore di Giuseppe Lanza, duca di Camastra.
- Motta d'Affermo, chiamata così in onore di Muccio Albamonte da Fermo, che ne fu feudatario, ripopolò il casale e ne ristrutturò il castello.
- Motta Visconti, chiamata così in onore della famiglia Visconti, che ne fu feudataria.
- Mozzagrogna, chiamata così in onore della famiglia Mozzagrogna, che vi aveva delle proprietà.
- Neviano degli Arduini, chiamata così in onore della famiglia Arduini.
- Orio Litta, chiamata così in onore della famiglia Litta Visconti Arese, che ne fu feudataria.
- Ottaviano, chiamata così in onore della gens Octavia, che vi aveva vasti possedimenti.
- Paceco, chiamata così in onore di Maria Pacheco, moglie del fondatore principe Placido Fardella, signore di San Lorenzo.
- Paderno Ponchielli, chiamata così in onore del compositore Amilcare Ponchielli, nativo del posto.
- Palma di Montechiaro. chiamata così in onore della famiglia Chiaramonte, che vi ebbe un castello.
- Peschiera Borromeo, chiamata così in onore della famiglia Borromeo, che vi fissò la propria residenza estiva.
- Pettorazza Grimani, chiamata così in onore della famiglia Grimani, che vi possedette terreni ove costruì una villa.
- Pienza, chiamata così in onore di Papa Pio II (al secolo Enea Silvio Piccolomini) che vi nacque e la fece completamente ristrutturare.
- Pietra de' Giorgi, chiamata così in onore della famiglia Giorgi di Ferentino, che ne fu feudataria.
- Pietrasanta, chiamata così in onore del podestà di Lucca Guiscardo da Pietrasanta, che la fondò nel XIII secolo.
- Pieve Emanuele, chiamata così in onore del re Vittorio Emanuele II.
- Piovà Massaia, chiamata così in onore di Guglielmo Massaia, che vi nacque.
- Poggio Imperiale, chiamata così in onore di Placido Imperiale, che la fondò nel 1759.
- Poggiomarino, chiamata così in onore di Giacomo de Marinis, che fu proprietario del borgo.
- Porto Empedocle, chiamata così in onore del filosofo Empedocle, vissuto nel V secolo a.C.
- Premosello-Chiovenda, chiamata così in onore del giurista Giuseppe Chiovenda.
- Priolo Gargallo, chiamata così in onore del poeta ed erudito Tommaso Gargallo, che la fondò nel 1807.
- Ribera, chiamata così in onore di Maria Afán de Ribera, principessa di Paternò, moglie del fondatore Luigi Guglielmo I Moncada.
- Riese Pio X, chiamata così in onore di papa Pio X, venerato come santo, ivi nato nel 1835.
- Rocca de' Baldi, chiamata così in onore di Ubaldo di Morozzo, che vi costruì una torre.
- Rocca de' Giorgi, chiamata così in onore della famiglia Giorgi di Ferentino, che ne fu feudataria.
- Rocca Grimalda, chiamata così in onore della famiglia Grimaldi, che la possedette fino al XIX secolo.
- Rocca Pia, chiamata così in onore di Maria Pia di Savoia, figlia di Vittorio Emanuele II.
- Rocca Sinibalda, chiamata così in onore di Sinibaldo, conte di Sabina.
- Roccalumera, chiamata così in onore della famiglia La Rocca, che ne fu feudataria.
- Roccavaldina, chiamata così in onore della famiglia Valdina, che ne fu feudataria.
- Roggiano Gravina, chiamata così in onore del letterato Giovanni Vincenzo Gravina, ivi nato nel 1664.
- Romano d'Ezzelino, chiamata così in onore della famiglia Ezzelini, che ne fu feudataria.
- Rovello Porro, chiamata così in onore della famiglia Porro, che ne fu feudataria.
- Sagliano Micca, chiamata così in onore del militare Pietro Micca.
- San Giorgio Scarampi, chiamata così in onore della famiglia Scarampi.
- San Martino Alfieri, chiamata così in onore della famiglia Alfieri.
- San Mauro Pascoli, chiamata così in onore del poeta Giovanni Pascoli.
- San Nicola Manfredi, chiamata così in onore dell'ultimo re svevo Manfredi di Sicilia.
- San Pietro Clarenza, chiamata così in onore di Giuseppe Mario Clarenza, che la acquistò nel 1779.
- San Zenone degli Ezzelini, chiamata così in onore della famiglia Ezzelini, che ne fu feudataria.
- Sannazzaro de' Burgondi, chiamata così in onore della famiglia Burgondi.
- Santa Domenica Vittoria, chiamata così in onore di donna Vittoria Di Giovanni Alliata, che ottenne che la locale chiesa diventasse parrocchia.
- Santa Teresa di Riva, chiamata così in onore di Maria Teresa d'Asburgo-Teschen.
- Santa Teresa Gallura, chiamata così in onore della regina Maria Teresa d'Asburgo-Este.
- Santo Stefano di Camastra, chiamata così in onore di Giuseppe Lanza, duca di Camastra.
- Santo Stefano Roero, chiamata così in onore della famiglia Roero, che ne fu feudataria.
- Sasso Marconi, chiamata così in onore del fisico Guglielmo Marconi, Premio Nobel.
- Savelli, chiamata così in onore di Carlotta Savelli, nobildonna che concesse i terreni dove sorge la città ai cittadini sfollati dal terremoto.
- Savoia di Lucania, chiamata così in onore della famiglia Savoia.
- Serramazzoni, chiamata così in onore della famiglia Mazzoni, proprietaria di terreni in zona.
- Silvano Pietra, chiamata così in onore della famiglia Pietra, che ne fu feudataria.
- Sogliano Cavour, chiamata così in onore di Camillo Benso, conte di Cavour, primo presidente del Consiglio dei ministri dell'Italia unita.
- Sotto il Monte Giovanni XXIII, chiamata così in onore di papa Giovanni XXIII, ivi nato nel 1881.
- Spadafora, chiamata così in onore della famiglia Spadafora, che ne fu feudataria.
- Terranova dei Passerini, chiamata così in onore del politico Rinaldo dei Bonacolsi detto Passerino, che possedette terreni in zona.
- Terranuova Bracciolini, chiamata così in onore dell'umanista e storico Poggio Bracciolini.
- Torlino Vimercati, chiamata così in onore di Ottaviano Vimercati, militare e senatore del Regno d'Italia.
- Torre Beretti e Castellaro, chiamata così in onore della famiglia Beretta, che ne fu signora.
- Torre Cajetani, chiamata così in onore della famiglia Caetani, che la annoverò tra i propri domini.
- Torre de' Busi, chiamata così in onore della famiglia Busi, che vi possedeva una torre.
- Torre de' Negri, chiamata così in onore della famiglia Negri, che ne fu feudataria.
- Torre de' Picenardi, chiamata così in onore della famiglia Picenardi, che vi ebbe notevoli possedimenti.
- Torre di Mosto, chiamata così in onore della famiglia da Mosto, che la ricostruì dopo la distruzione attuata dagli Ungari nel 1411.
- Torre di Ruggiero, chiamata così in onore del conte Ruggero I di Sicilia, che la fondò unendo diversi abitati preesistenti.
- Torre Pallavicina, chiamata così in onore del marchese Pallavicino, che ne ebbe il possesso.
- Umbertide, chiamata così in onore dell'allora principe ereditario Umberto I.
- Urbania, chiamata così in onore di papa Urbano VIII, che la elevò a città e a sede di diocesi.
- Valdina, chiamata così in onore della famiglia Valdina, che ne fu feudataria.
- Valguarnera Caropepe, chiamata così in onore del conte Giovanni Valguarnera di Assoro, che ricevette nel 1549 il permesso di popolarne il feudo.
- Valledoria, chiamata così in onore della famiglia Doria, che ne fu feudataria.
- Vallelunga Pratameno, chiamata così in onore del duca di Pratameno, che la fondò nel 1623.
- Varano de' Melegari, chiamata così in onore della gens Varia, proprietaria di terre nei pressi del torrente Ceno, e della famiglia Melegari, dinastia di notai al servizio dei Pallavicino.
- Vellezzo Bellini, chiamata così in onore del marchese Giovanni Battista Bellini, che ne fu feudatario.
- Ventimiglia di Sicilia, chiamata così in onore di Beatrice Ventimiglia, moglie del fondatore.
- Verrua Savoia, chiamata così in onore della famiglia Savoia.
- Vigarano Mainarda, chiamata così in onore della famiglia Mainardi, che vi costruì una torre.
- Villa Biscossi, chiamata così in onore della famiglia Biscossi, che ne fu feudataria.
- Villa Collemandina, chiamata così in onore della famiglia Cunimondinghi, che ne fu feudataria.
- Villa Estense, chiamata così in onore della famiglia d'Este, che ne fu feudataria.
- Villadeati, chiamata così in onore della famiglia Deati, che ne fu feudataria.
- Villafalletto, chiamata così in onore della famiglia Falletti, che ne fu feudataria.
- Villamarzana, chiamata così in onore della gens Marcia.
- Villamiroglio, chiamata così in onore della famiglia Miroglio, che la fondò e ne fu feudataria.
- Villanova d'Ardenghi, chiamata così in onore della famiglia Ardenghi, che ne fu feudataria.
- Villarosa, chiamata così in onore di Rosa Ciotti, che progettò il centro abitato.
- Villaverla, chiamata così in onore della famiglia Verla, che ne fu feudataria.
- Vita, chiamata così in onore di Vito Sicomo, che la fondò.
- Vittoria, chiamata così in onore di Vittoria Colonna de Cabrera, che la fondò nel 1607.
- Vittorio Veneto, chiamata così in onore di Vittorio Emanuele II di Savoia, primo re del Regno d'Italia.
- Vizzolo Predabissi, chiamata così in onore di Sofia Predabissi vedova Alfieri, che vi possedeva molti beni.

### Comuni con nome identico
Non esiste una norma o prassi che prescriva l'unicità della denominazione dei comuni italiani. Molti comuni hanno modificato o più frequentemente integrato la propria denominazione per evitare omonimie con altri; esistono tuttavia in Italia allo stato attuale 5 casi di coppie di comuni con lo stesso nome:
| Comune      | Provincia | Regione   | Comune      | Provincia       | Regione             |
| ----------- | --------- | --------- | ----------- | --------------- | ------------------- |
| Castro      | Bergamo   | Lombardia | Castro      | Lecce           | Puglia              |
| Livo        | Como      | Lombardia | Livo        | Trento          | Trentino-Alto Adige |
| Peglio      | Como      | Lombardia | Peglio      | Pesaro e Urbino | Marche              |
| Samone      | Torino    | Piemonte  | Samone      | Trento          | Trentino-Alto Adige |
| San Teodoro | Messina   | Sicilia   | San Teodoro | Sassari         | Sardegna            |

### Comuni accoppiati
Alcuni comuni formano una "coppia", ovvero sono limitrofi e portano lo stesso nome, ma con l'aggiunta a scopo di distinzione dei termini grande/piccolo, superiore/inferiore, sopra/sotto, soprana/sottana, levante/ponente ecc.:
- Adrara San Martino/Adrara San Rocco in Lombardia (BG)
- Albissola Marina/Albisola Superiore in Liguria (SV)[3]
- Alì/Alì Terme in Sicilia (ME)
- Almenno San Bartolomeo/Almenno San Salvatore in Lombardia (BG)
- Bonate Sopra/Bonate Sotto in Lombardia (BG)
- Bova/Bova Marina in Calabria (RC)
- Brembate/Brembate di Sopra in Lombardia (BG)[4]
- Castelluccio Inferiore/Castelluccio Superiore in Basilicata (PZ)
- Cenate Sopra/Cenate Sotto in Lombardia (BG)
- Cirò/Cirò Marina in Calabria (KR)
- Corno Giovine/Cornovecchio in Lombardia (LO)
- Forni di Sopra/Forni di Sotto in Friuli-Venezia Giulia (UD)
- Frabosa Soprana/Frabosa Sottana in Piemonte (CN)
- Fragneto l'Abate/Fragneto Monforte in Campania (BN)
- Frattamaggiore/Frattaminore in Campania (NA)
- Giffoni Sei Casali/Giffoni Valle Piana in Campania (SA)
- Gorla Maggiore/Gorla Minore in Lombardia (VA)
- Laino Borgo/Laino Castello in Calabria (CS)
- Lodi/Lodi Vecchio in Lombardia (LO)
- Marano Marchesato/Marano Principato in Calabria (CS)
- Marciana/Marciana Marina in Toscana (LI)
- Marsico Nuovo/Marsicovetere in Basilicata (PZ)
- Martirano/Martirano Lombardo in Calabria (CZ)
- Montecorvino Pugliano/Montecorvino Rovella in Campania (SA)
- Nocera Inferiore/Nocera Superiore in Campania (SA)
- Nova Levante/Nova Ponente in Trentino-Alto Adige (BZ)
- Occhieppo Inferiore/Occhieppo Superiore in Piemonte (BI)
- Odalengo Grande/Odalengo Piccolo in Piemonte (AL)
- Orzinuovi/Orzivecchi in Lombardia (BS)
- Osio Sopra/Osio Sotto in Lombardia (BG)
- Pertica Alta/Pertica Bassa in Lombardia (BS)
- Petralia Soprana/Petralia Sottana in Sicilia (PA)
- Quarna Sopra/Quarna Sotto in Piemonte (VB)
- Sale delle Langhe/Sale San Giovanni in Piemonte (CN)
- Spormaggiore/Sporminore in Trentino-Alto Adige (TN)
- Tramonti di Sopra/Tramonti di Sotto in Friuli-Venezia Giulia (PN)
- Venegono Inferiore/Venegono Superiore in Lombardia (VA)
- Verolanuova/Verolavecchia in Lombardia (BS)